# Кёк-Алма (Талдуу-Булакский айылный аймак)
Кёк-Алма (кирг. Көк-Алма) — село в Базар-Коргонском районе Джалал-Абадской области Кыргызстана. Входит в состав Талдуу-Булакского айылного аймака.

## География
Село расположено в юго-восточной части области, на правом берегу реки Кара-Ункюр, на расстоянии приблизительно 33 километров (по прямой) к северо-востоку от города Базар-Коргон, административного центра района. Абсолютная высота — 1121 метр над уровнем моря.

## Население
Согласно оценочным данным Национального статистического комитета Кыргызской Республики, численность населения села на начало 2023 года составляла 2666 человек.
| год     | 2009 | 2014 | 2015 | 2020 | 2021 | 2023 |
| ------- | ---- | ---- | ---- | ---- | ---- | ---- |
| человек | 2289 | 2572 | 2553 | 2651 | 2842 | 2666 |